# Consuelo
Consuelo (Barcelona, 1888? - Barcelona, 13 de novembre de 1905), també anomenada Consol, fou una model d'ètnia gitana que va mantenir una estreta relació amb Isidre Nonell. El pintor la va retratar repetidament entre 1901 i 1905, fins que ella va morir tràgicament amb disset anys. El seu nom complet era Consuelo Giménez Escuder.

## Context
A mitjans de l'any 1900, Isidre Nonell va tornar de París a Barcelona per un problema amorós. Es va retrobar amb Joan Ossó (ca.1880-1947), que havia conegut a París, i aquest li va oferir compartir l'estudi de treball situat al carrer Comerç, avui al número 28. Més tard, van coincidir amb Picasso, que tenia el seu taller en el mateix replà.
En l'estudi compartit, va veure com Ossó feia servir sovint models gitanes, ja que resultaven molt més assequibles que les models professionals. Nonell va abandonar els paisatges, dient que «només serveixen per anar-hi a berenar», i va iniciar una època en què pràcticament només pintava retrats de gitanes, fins al punt de ser conegut amb el qualificatiu de «pintor de gitanes». Ossó i Juli Vallmitjana, de la colla del Safrà, feien de guies a Nonell i Picasso pels barris baixos i els locals més bohemis de Barcelona. Als barris del Somorrostro i Can Tunis, contractaven les models gitanes. Un article necrològic publicat al setmanari Papitu explica que «[l'estudi] semblava moltes vegades un campament; ell en tenia una, dues o tres dintre, posant; les altres esperaven que sortissin amb els deu rals per anar en corrua a comprar».
En aquest context va conèixer Consuelo, de tretze anys, que es va convertir en una de les models predilectes i possiblement l'amant.
Hi va haver indicis que Consuelo posava nua, cosa contrària a l'ètica gitana, encara que Nonell va fer nus rarament i només se'n coneixen dos pintats posteriorment. Els pares de Consuelo la van enviar a Madrid i la van casar amb un gitano. Allà va patir les pallisses del marit i va demanar ajuda a Nonell. El setembre de 1903, Nonell, acompanyat pel pintor i crític d'art Sebastià Junyent, va fer un viatge a Saragossa i Madrid. Va aconseguir rescatar Consuelo i la va tornar a Barcelona per viure amb la seva àvia que també feia de model, pintada en alguns quadres titulats Gitana vella i coneguda com l'Àvia.

Nonell amb l'Àvia i Consuelo, 1904

El fotògraf Francesc Serra i Dimas els va retratar en una fotografia famosa i àmpliament reproduïda feta el 1904 a l'estudi de Nonell. En un moment de pausa, Nonell amb la bata de pintor està assegut davant d'un cavallet amb els pinzells i la paleta a la mà. Darrere seu descansen en un banc les models gitanes l'Àvia i Consuelo. Nonell mira directament la càmera amb una actitud serena, lluny de la imatge recent que tenia de bohemi i inconformista.
La nit del 13 de novembre de 1905, una forta ventada —que la premsa de l'època descriu com a huracà— va enderrocar un mur sobre la barraca on vivien l'Àvia i Consuelo en un descampat del carrer d'Entença, al costat de la nova presó Model. Alguns diaris de l'endemà, tot i algunes imprecisions, informen que Consuelo va morir al mateix lloc, i que l'àvia, anomenada Josepha Escuder, de 60 anys, fou traslladada al dispensari del districte. Consuelo tenia entre 16 i 17 anys i Nonell en va quedar afectat de tal forma que Sebastià Junyent va comentar el succés a la revista Joventut: «En Nonell en feu son model predilecta. Sa bellesa plástica gens convencional l'enamorava. Y la estimava... la estimava ab l'amor més pur i més immaterial, l'amor de l'artista a la encarnació viventa de son ideal […] Pobra Consuelo! Son destí era malaurat».

## Model
Nonell va fer una cinquantena de retrats de gitanes entre 1901 i 1905. Va utilitzar diferents models: l'Àvia, Soledad, Amparo, la Sol, Dolores, la Pelona, la Paloma, Carmen. Però la preferida va ser Consuelo, nom que utilitza explícitament en el títol de sis quadres, més que cap altra. Segurament la va utilitzar de model en altres quadres, però la identificació no és sempre possible per les postures amb el cap cot o la cara amagada.

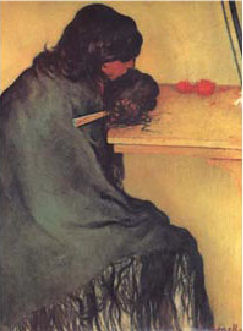
Consuelo, 1901, Museu de Montserrat
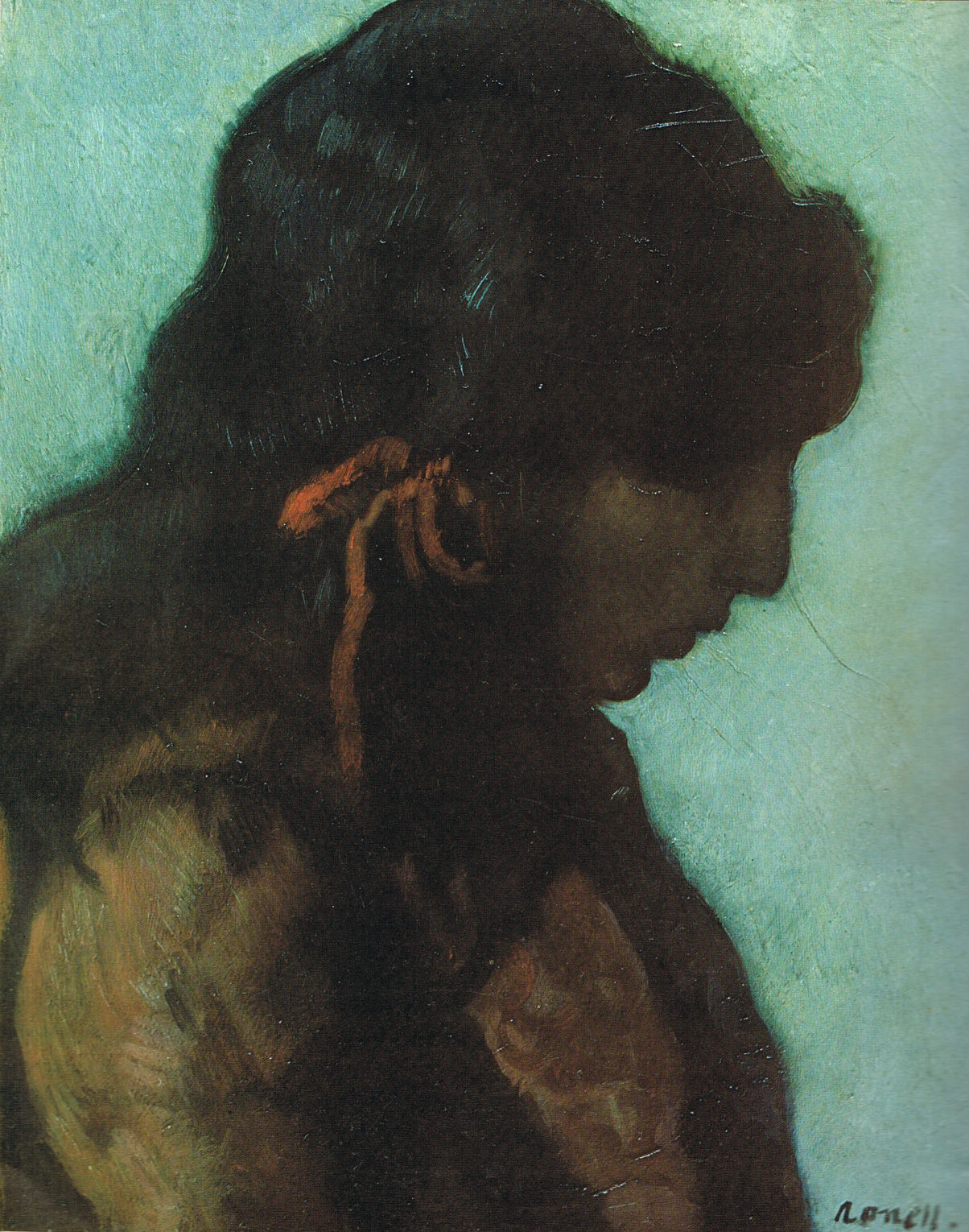
Gitana de llaç vermell, 1902, col·lecció particular
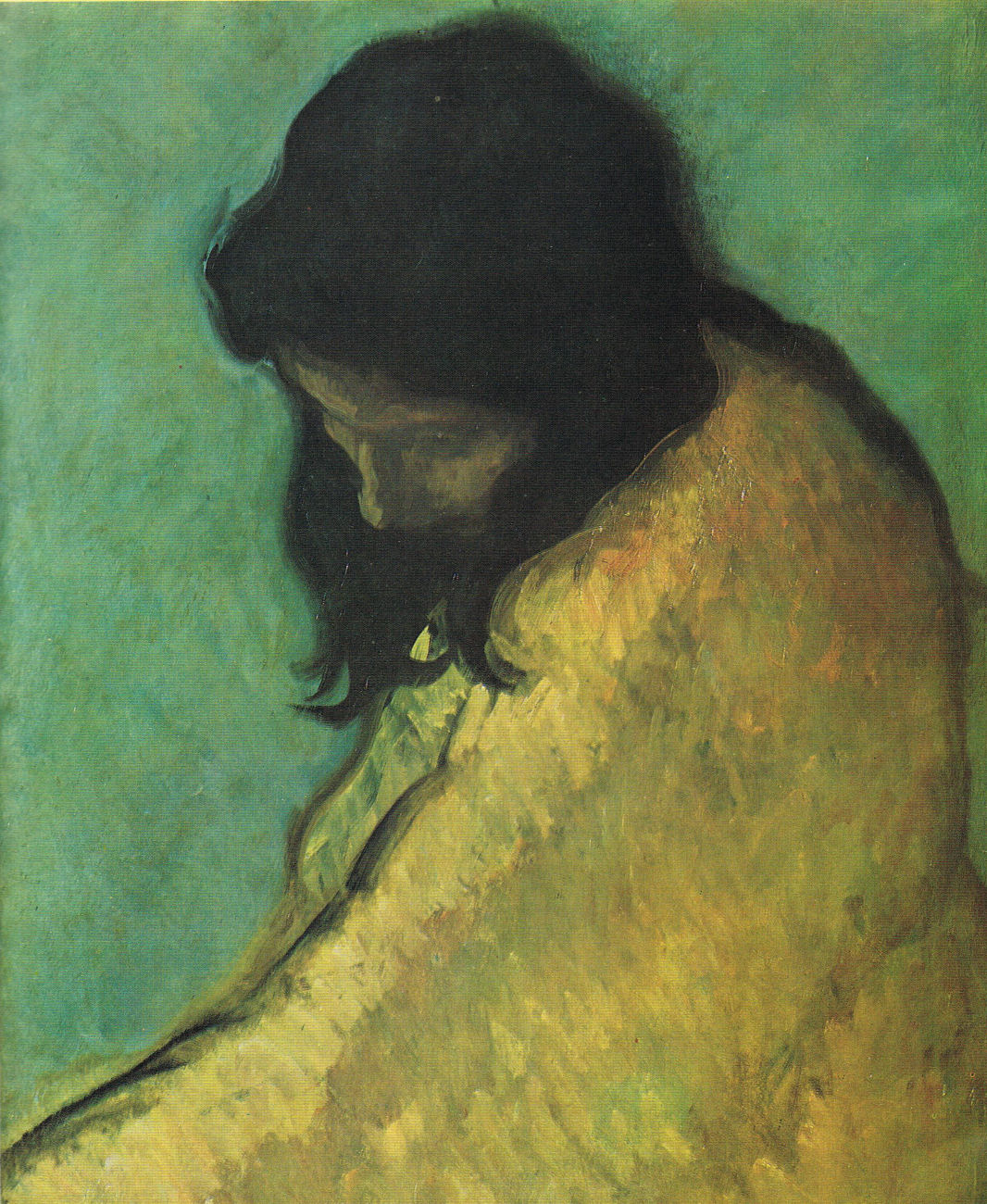
Consuelo, 1902, col·lecció particular
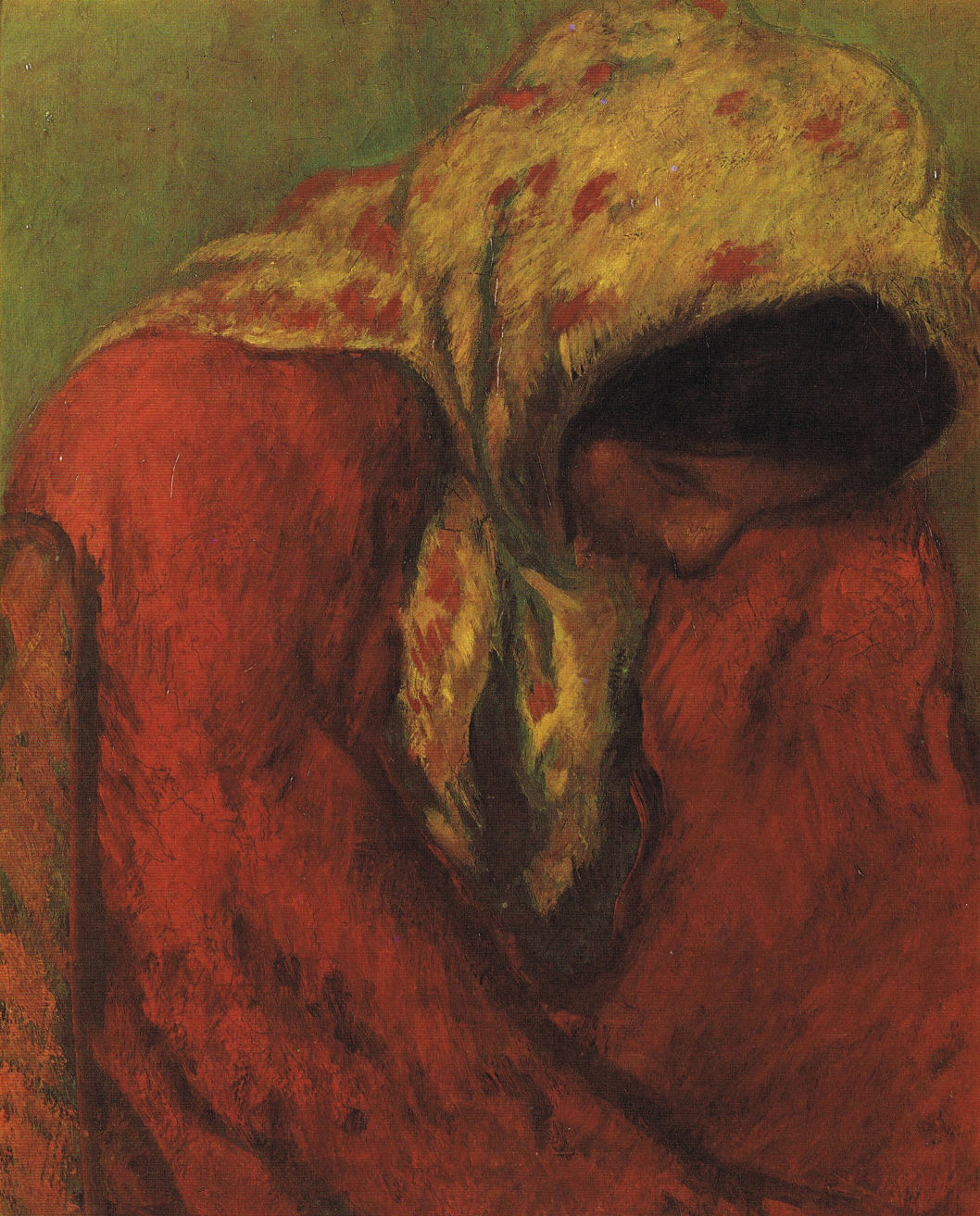
Gitana (Consuelo), 1903, col·lecció particular
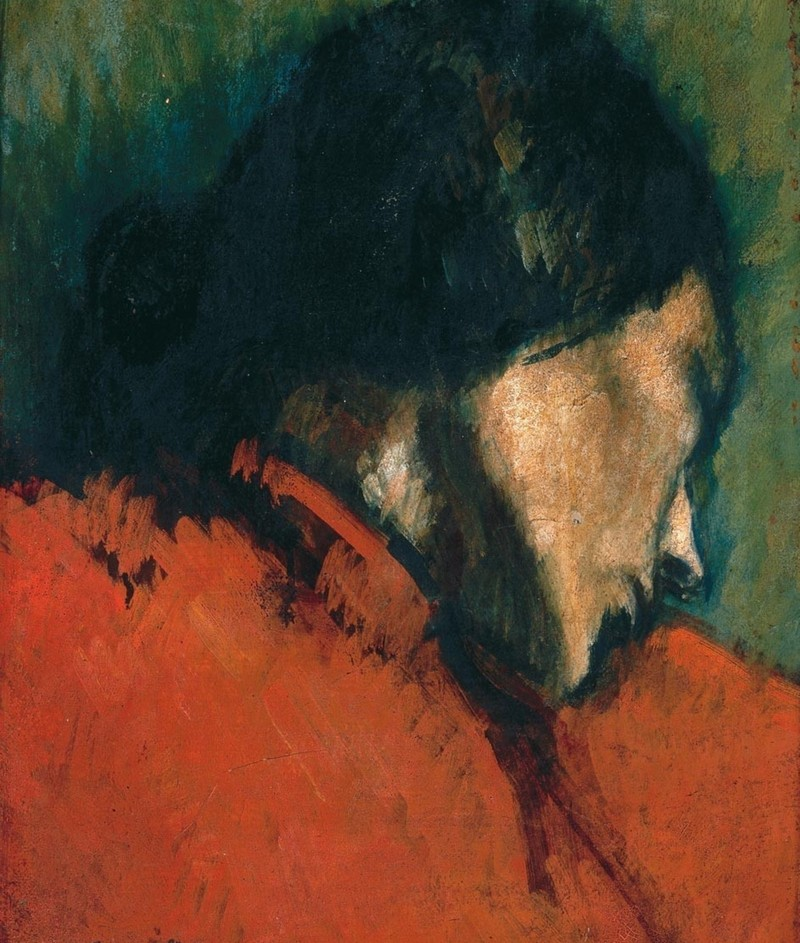
Gitana, 1904, Museu de l'Empordà
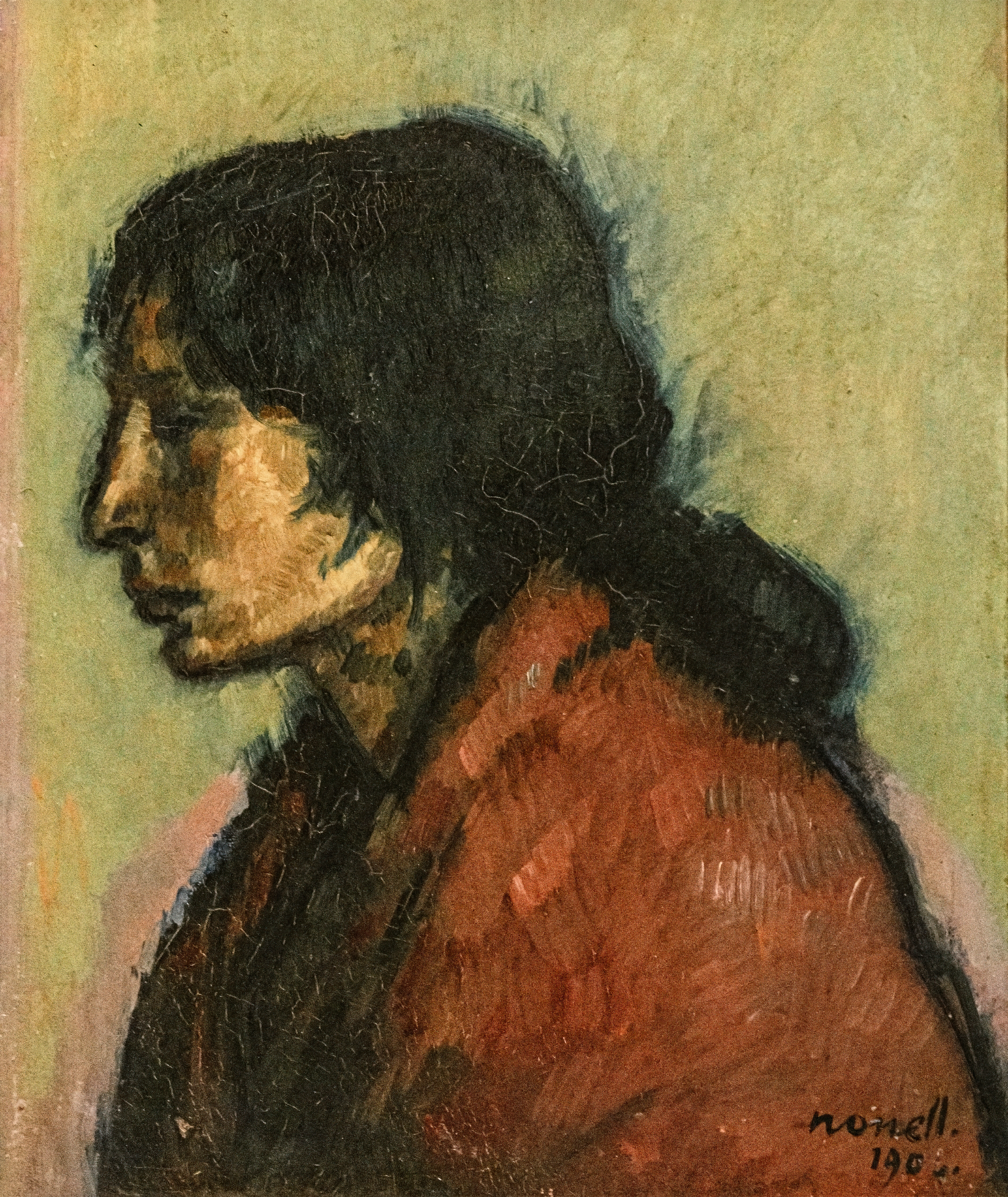
Consuelo, 1904, MNAC
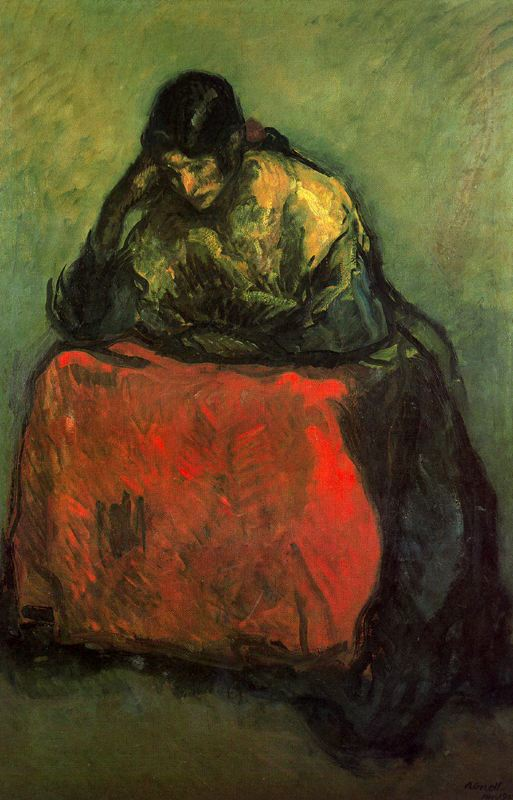
Consuelo, 1905, MNAC
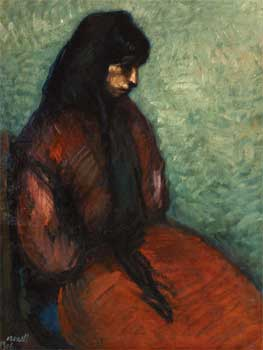
Consuelo, 1906, col·lecció particular

Juli Vallmitjana, que va abandonar la pintura per dedicar-se a la literatura, es va inspirar en la relació de Nonell amb Consuelo per escriure el relat «La model y'l pintor» (1906) inclòs al llibre Fent memoria. La descriu d'aquesta manera: «Cóm ressaltavan els tons mates envellutats de sa carn! Las ondas de sos muscles unían las líneas ab bella suavitat; els obscurs reflectits per tons rosats donaven una finesa de color impossible de resoldre».
En el setmanari Papitu, Consuelo és descrita com «alta i magra, de perfil esmolat». Segons explica Sebastià Junyent en Joventut, tenia «el front petit, els ulls esviaixats, el nas aquilí, els llavis molçuts, la barba petita […] la pell morena y satinada, son cabell negre y llustrós». Segons el mateix Nonell, «tenia pupil·la de foc, que amb els ulls amarrava i amb la boca matava».

## Tècnica i estil
Amb els seus retrats de gitanes, Nonell no busca el tipisme ni l'exotisme, tal com li demanaven a París. El galerista Durand-Ruel li havia encarregat algunes obres que Nonell va refusar explicant que «volia que pintés cromos». Tampoc hi ha res de crònica social o pintura de gènere piadós habitual al segle xix. Al contrari, pinta figures miserables, abatudes i malenconioses. Per a Nonell, és més una elecció estètica que ètica, que queda de manifest en una frase seva en veure un mendicant: «quin pobre més bonic!».
El fracàs de les exposicions a la Sala Parés de 1902 i 1903 va ser especialment sonat. Les seves figures eren rebutjades pel públic i crítics de l'època que consideraven indignes per a exhibir en una casa burgesa. Nonell es va allunyar de la vida pública tancant-se al seu estudi, on va seguir desenvolupant el seu estil particular. Davant les crítiques teoritzadores sobre la seva estètica, responia amb una sentència cèlebre: «jo pinto i fora».
En els seus retrats de gitanes, prescindeix de tot element secundari, intensificant la sensació d'angoixa i soledat. Els primers plans representats de molt a prop augmenten la tensió del quadre. Les figures apareixen aïllades, sense emocions, semblen adormides. Pot ser un reflex de l'ànim de l'època marcat per la generació del 98.
Nonell utilitza pinzellades gruixudes graduals. El color és variat, però fins i tot quan utilitza vermells o grocs vius, tenen sempre un caràcter opac i ombrívol. Els fons neutres donen èmfasi a la sensació de precarietat.
Després de la mort de Consuelo, va seguir pintant algunes gitanes, però va donar pas a models de pell blanca i va començar una nova etapa (1907-1910), en què reapareix el color i la sensualitat, i finalment la seva obra va aconseguir l'èxit de públic i crítica.